# Shadow Man
Shadow Man — пригодницька відеогра, розроблена студією Acclaim Studios Teesside і видана Acclaim Entertainment. Гра заснована на серії коміксів Shadowman, компанії Valiant Comics. Гра була анонсована в 1997 році і спочатку планувалося випустити на кінець 1998 року, для Nintendo 64 і на початку 1999 року для Microsoft Windows, але її відклали до 31 серпня 1999 року. Разом із версіями для Nintendo 64 й Microsoft Windows вийшла також для PlayStation, а через 3 місяці й на Dreamcast 1 грудня 1999 року. В цифровому форматі вийшла 17 вересня 2013 року для Windows та Mac OS. 
Nightdive Studios, яка випустила Shadow Man у 2013 році, розробила Shadow Man Remastered, оновлену версію гри, яка включає підтримку 4K, покращене відображення тіней, по-піксельне освітлення, згладжування та вирізаний контент з оригінальної гри. Ремастер вийшов для Windows 15 квітня 2021 року, порти для PlayStation 4 і Xbox One 13 січня 2022, а версія Nintendo Switch 17 січня 2022 року.
Продовження, Shadow Man: 2econd Coming, вийшло на PlayStation 2 у 2002 році.

## Відгуки
| Агрегатор    | Оцінка    | Оцінка | Оцінка | Оцінка |
| Агрегатор    | Dreamcast | N64    | PC     | PS     |
| ------------ | --------- | ------ | ------ | ------ |
| GameRankings | 76%       | 73%    | 76%    | 54%    |

| Видання                            | Оцінка    | Оцінка  | Оцінка | Оцінка  |
| Видання                            | Dreamcast | N64     | PC     | PS      |
| ---------------------------------- | --------- | ------- | ------ | ------- |
| AllGame                            | [ 8 ]     | Н/Д     | [ 9 ]  | [ 10 ]  |
| Edge                               | Н/Д       | Н/Д     | 8/10   | Н/Д     |
| Electronic Gaming Monthly          | 8/10      | 8/10    | Н/Д    | Н/Д     |
| Eurogamer                          | Н/Д       | Н/Д     | 7/10   | Н/Д     |
| Game Informer                      | 7.75/10   | 7.75/10 | Н/Д    | 6.75/10 |
| GamePro                            | [ 18 ]    | [ 19 ]  | [ 20 ] | [ 21 ]  |
| GameRevolution                     | B−        | C       | B      | Н/Д     |
| GameSpot                           | 6.7/10    | 6.9/10  | 5/10   | 4.4/10  |
| GameSpy                            | 6.5/10    | Н/Д     | Н/Д    | Н/Д     |
| IGN                                | 8.5/10    | 9.1/10  | 8/10   | 4/10    |
| Nintendo Power                     | Н/Д       | 8.3/10  | Н/Д    | Н/Д     |
| Official U.S. PlayStation Magazine | Н/Д       | Н/Д     | Н/Д    | [ 35 ]  |
| PC Gamer (США)                     | Н/Д       | Н/Д     | 74%    | Н/Д     |

Гра була позитивно оцінена критиками і мала комерційний успіх, продалося більше 2 мільйонів копій та отримала рейтинг від IGN 9.1/10. Nintendo 64, Dreamcast та ПК-версії «Shadow Man» отримали сприятливі відгуки, а версія для PlayStation отримала змішані і середні відгуки. Гра отримала 93 % рейтингу від журналу N64, такий самий бал, як і найкращі ігри за версією цього видання — Donkey Kong 64 та Mario Kart 64. IGN.com назвали Shadow Man грою місяця на Nintendo 64 за серпень 1999 року. IGN.com також назвали героя Shadow Man, одним з трьох найважливіших темношкірих персонажів на N64, та сказали: Shadow Man — це один з найсильніших, найбільш безкомпромісних персонажів в іграх.